# Unai Núñez Gestoso
Unai Núñez Gestoso (Sestao, Biscaia, 30 de gener de 1997) és un futbolista professional basc que juga com a defensa central a l'Hellas Verona, cedit pel RC Celta de Vigo. És internacional amb la selecció espanyola.

## Carrera de club
Núñez va arribar a Lezama el 2007, a deu anys. Va debutar com a sènior amb el CD Basconia, filial de l'Athletic Club, la temporada 2015–16 a Tercera Divisió.
El 7 de juny de 2016, Núñez fou promocionat al Bilbao Athletic, acabat de descendir a Segona Divisió B. Immediatament va esdevenir titular amb l'equip, i va jugar-hi 33 partits, i feu tres gols, durant la temporada.
El 2 de juny de 2017, Núñez fou cridat per fer la pretemporada amb el primer equip, per l'entrenador José Ángel Ziganda. Va debutar amb el primer equip - i a La Liga – el 20 d'agost, com a titular en un empat 0–0 a casa contra el Getafe CF.
El 30 d'octubre de 2017, després d'haver esdevingut gairebé titular indiscutible, Núñez va renovar el seu contracte fins al 2023, amb una clàusula de rescissió de 30 milions d'euros. El 31 de març següent va marcar el seu primer gol a la màxima categoria, el primer del partit en un empat 1–1 a casa contra el Celta de Vigo.
Després de jugar 36 partits la temporada 2017–18, Núñez va jugar molt menys (14 partits) durant la 2018–19, essent suplent rere el jove del planter Peru Nolaskoain així com d'Iñigo Martínez i Yeray Álvarez en la seva posició.
El novembre de 2020 va ampliar el seu contracte fins al 2025, sense clàusula de rescissió. El 16 de juliol de 2022, fou cedit al RC Celta de Vigo de primera divisió, per la temporada 2022-23.

## Internacional
El 25 d'agost de 2017, Núñez fou convocat per primer cop per la selecció espanyola sub-21.

## Vida personal
El pare de Núñez, Abel, també fou futbolista, que jugava com a defensa, principalment pel Barakaldo CF. El seu germà gran, Asier, juga en la mateixa posició pel local Club Portugalete.